# Centerville (Utah)
Centerville és una població dels Estats Units a l'estat de Utah. Segons el cens del 2000 tenia 14.585 habitants.

## Demografia
Segons el cens del 2000, Centerville tenia 14.585 habitants, 4.138 habitatges, i 3.546 famílies. La densitat de població era de 932,3 habitants per km².
Dels 4.138 habitatges en un 51,5% hi vivien nens de menys de 18 anys, en un 76,1% hi vivien parelles casades, en un 7,4% dones solteres, i en un 14,3% no eren unitats familiars. En el 12,3% dels habitatges hi vivien persones soles el 4,8% de les quals corresponia a persones de 65 anys o més que vivien soles. El nombre mitjà de persones vivint en cada habitatge era de 3,52 i el nombre mitjà de persones que vivien en cada família era de 3,88.
Per edats la població es repartia de la següent manera: un 35,9% tenia menys de 18 anys, un 11,5% entre 18 i 24, un 25,2% entre 25 i 44, un 20,4% de 45 a 60 i un 7% 65 anys o més.
L'edat mediana era de 27 anys. Per cada 100 dones de 18 o més anys hi havia 94,6 homes.
La renda mediana per habitatge era de 64.818 $ i la renda mediana per família de 70.855 $. Els homes tenien una renda mediana de 50.033 $ mentre que les dones 26.527 $. La renda per capita de la població era de 19.666 $. Entorn de l'1,4% de les famílies i el 2% de la població estaven per davall del llindar de pobresa.

## Poblacions més properes
El següent diagrama mostra les poblacions més properes.